# Нижегородская канатная дорога
Нижегоро́дская кана́тная доро́га — канатная переправа через Волгу между Нижним Новгородом и Бором.
Основное назначение — обеспечить альтернативный вид пассажирских перевозок в дополнение к речному такси, электропоездам и автобусам. На практике канатная дорога стала также представлять туристический интерес для гостей города благодаря открывающимся во время поездки панорамным видам.
Строительно-монтажные работы начались 20 января 2010 года. Запуск дороги в рабочем режиме состоялся 9 февраля 2012 года.

## Режим работы и стоимость проезда
Режим работы:
- Понедельник — четверг: 6:45 — 21:00.
- Пятница, суббота: 6:45 — 22:00.
- Воскресенье и праздничные дни: 9:00 — 22:00.
- Технический перерыв: понедельник и четверг, 10:45 — 13:00. В летний сезон или праздничные дни технический перерыв может быть отменён.

Разовый билет: для взрослых и детей с 12 лет — 150 рублей, с 7 до 11 лет (включительно) — 50 рублей, дети до 7 лет — бесплатно
Абонементы:
- на 10 поездок — 980 рублей
- на 20 поездок — 1900 рублей
- на 30 поездок — 2760 рублей
- на 48 поездок — 4200 рублей

Льготные абонементы (для студентов Нижегородской области):
- на 10 поездок — 500 рублей
- на 20 поездок — 1000 рублей
- на 30 поездок — 1500 рублей
- на 48 поездок — 2400 рублей[3]

## Характеристики

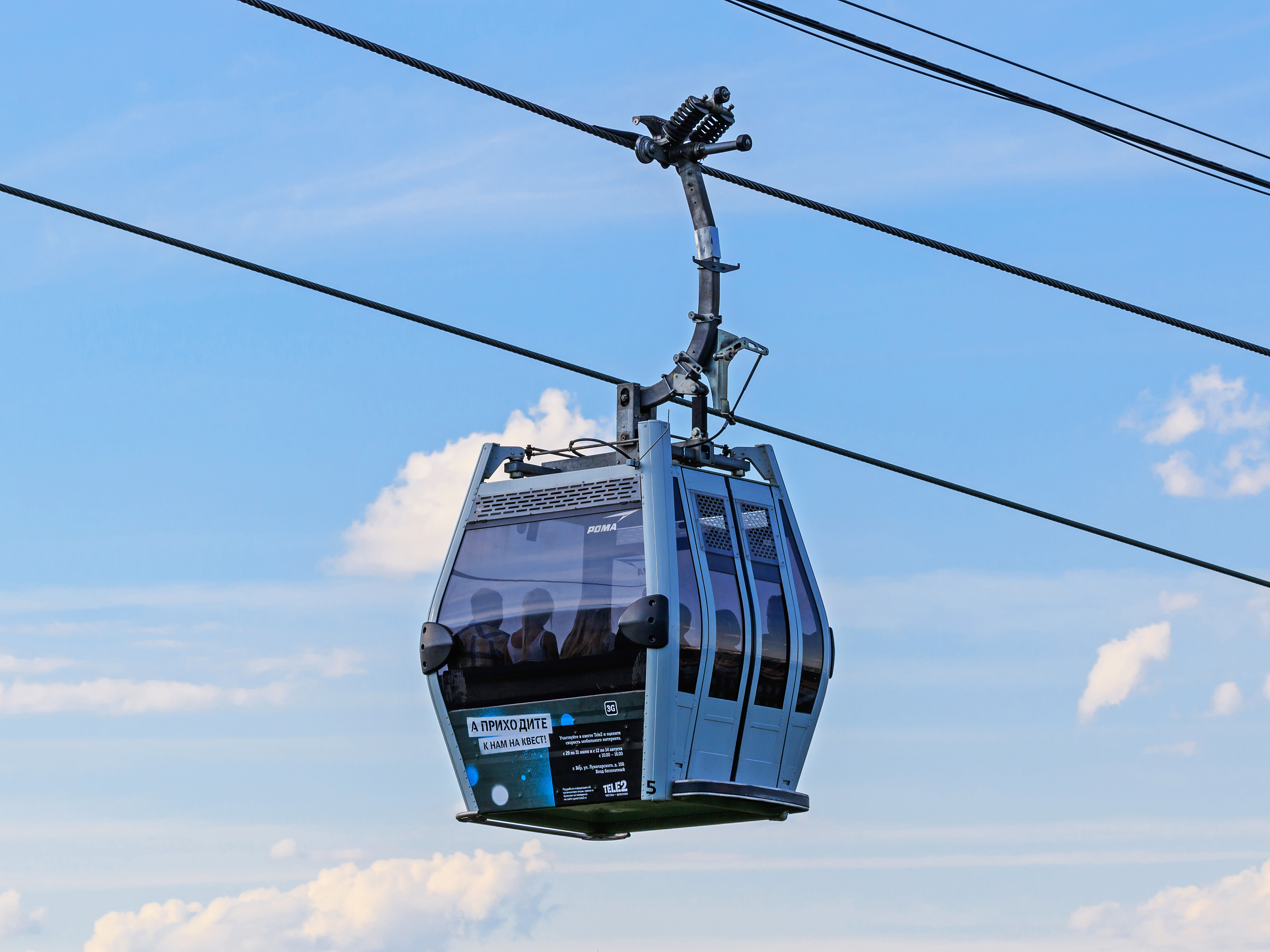
Одна из кабинок (гондол)

Тип канатной дороги — MULTIX GD8, тип гондолы DIAMOND C8S190 с отцепляемым зажимом. Пропускная способность — около 800 пассажиров в час.
Длина дороги составляет 3661 метр при перепаде высот в 62 метра, число опор — 10. Под вокзалы и опоры было выделено 31,8 га в Нижегородском районе и 29,6 га на Бору.
Изначально использовалось 28 восьмиместных кабин. Но весной 2025 года количество кабин увеличили до 56 с повышением пропускной способности до 1000 пассажиров в час. Расчётное время в пути — 12,5 минут, что соответствует средней скорости в 14—22 км/ч.
При открытии дороги стоимость проезда в одну сторону составляла 50 рублей, что дороже, чем на автобусе, но дешевле, чем на речном такси. Сейчас цена одноразового проезда составляет 150 рублей за человека. Продолжительность работы — 12—13 часов в сутки.
Нижегородская канатная дорога имеет самый большой в Европе безопорный пролёт над водной поверхностью — 861 метр.

## История строительства

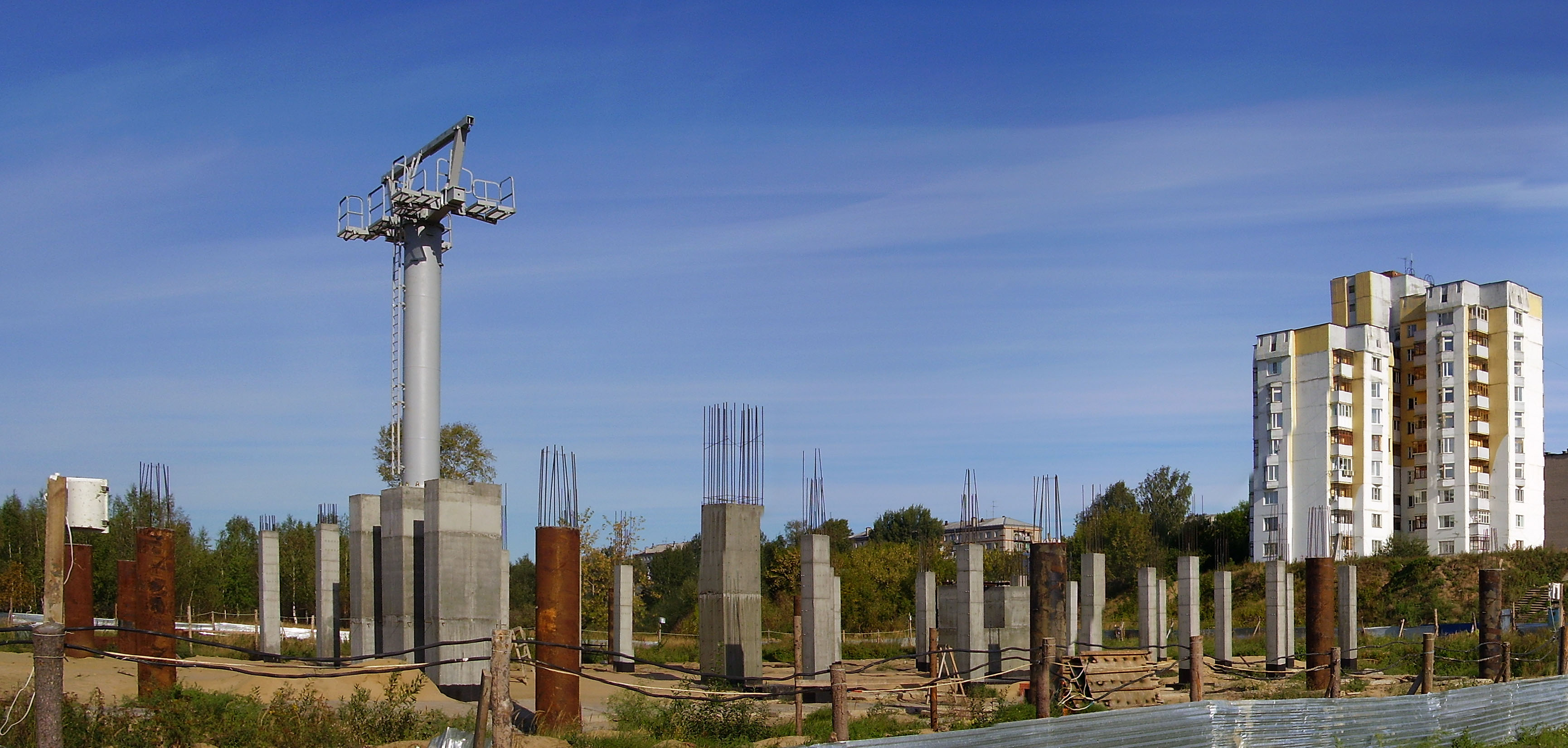
Строительство борской станции

21 декабря 2007 года в Нижнем Новгороде компанией Poma (Франция) был представлен проект канатной дороги.
В 2009 году на ЗАО «Энергомаш» была завершена разработка комплекта чертежей, предприятию предстояло изготовить 10 опор высотой от 40 до 80 м и общим весом металлоконструкций 560 тонн.
4 ноября 2009 года в Нижний Новгород автомобильным транспортом были отправлены два негабаритных элемента двух самых высоких 82-метровых опор. Вес каждого из них составлял 6 тонн. К этому времени общая масса отгруженных металлоконструкций составляла 530 тонн.
22 декабря 2009 года получено разрешение на строительство канатной дороги на территории городского округа город Бор, а 12 января 2010 года — на территории Нижнего Новгорода. Строительно-монтажные работы начались 20 января 2010 года.
К февралю 2010 года на территорию городского округа город Бор были доставлены металлоконструкции, а оборудование было оплачено на 30 % и готовилось к отправке из Франции.
Открытие канатной дороги планировалось на сентябрь 2010 года, однако в мае 2010 года на этапе строительства проектная документация была отправлена на доработку, после которой вновь потребовалось прохождение государственной экспертизы.
По словам директора ОАО «Нижегородские канатные дороги» Павла Фомичева, к декабрю 2010 года все работы по установке опор были выполнены. Сроки открытия были смещены на второй квартал 2011 года, однако в феврале 2011 года ещё велись работы по монтажу опоры Т7, расположенной на острове.
В сентябре 2011 года начались работы по монтажу технологического каната с использованием вертолёта Ка-32Т. Работы велись с перекрытиями отдельных участков Волги (между соответствующими опорами) на три часа в течение нескольких дней.
Всего для доставки металлоконструкций для опор потребовалось 78 автопоездов, для доставки оборудования — 47 грузовых автомобилей. Для доставки каната использовались также морской паром и железнодорожный транспорт.
Первыми пассажирами в испытательной поездке стали 16 чиновников во главе с губернатором Валерием Шанцевым. Изначально планировалось провести испытания с помощью мешков с песком, однако их привезти не успели.

## Эксплуатация
9 февраля 2012 года пассажирская канатная дорога между городами Нижний Новгород — Бор приступила к перевозке пассажиров.
Уже через неделю после пуска, 15 февраля,  из-за сильного ветра произошло срабатывание автоматики и канатная дорога была остановлена. Для обеспечения перевозки всех пассажиров компанией «Логопром — Борский перевоз» дополнительно к двум судам на воздушной подушке Хивус-10 на линию были выведены 48-местные суда Хивус-48. 25 февраля ситуация повторилась: автоматика из-за порывов ветра останавливала канатную дорогу 9 раз, после чего перевозки были приостановлены на несколько часов.
22 марта над Гребным каналом в нескольких сотнях метров от канатной дороги произошло крушение вертолёта Bell 407, задевшего провода ЛЭП. Оборудование канатной дороги затронуто не было.
В мае 2012 года пассажиропоток временами стал превышать пропускную способность. За первый год работы количество перевезённых пассажиров составило почти 2 млн человек.
Утром 31 июля 2014 года в опору рядом с кабинкой, в которой находились люди, ударила молния. В это время в Нижнем Новгороде была сильная гроза, и работу канатной дороги было решено приостановить. Однако на пути движения в кабинках уже находились люди. Как рассказывает очевидец, удар был такой силы, что люди даже присели. На станции пассажиры выходили на трясущихся ногах.
К октябрю 2015 года перевезено 6,68 млн человек, к августу 2016 года — 8 млн человек, а к апрелю 2018 года — 10,77 млн человек.

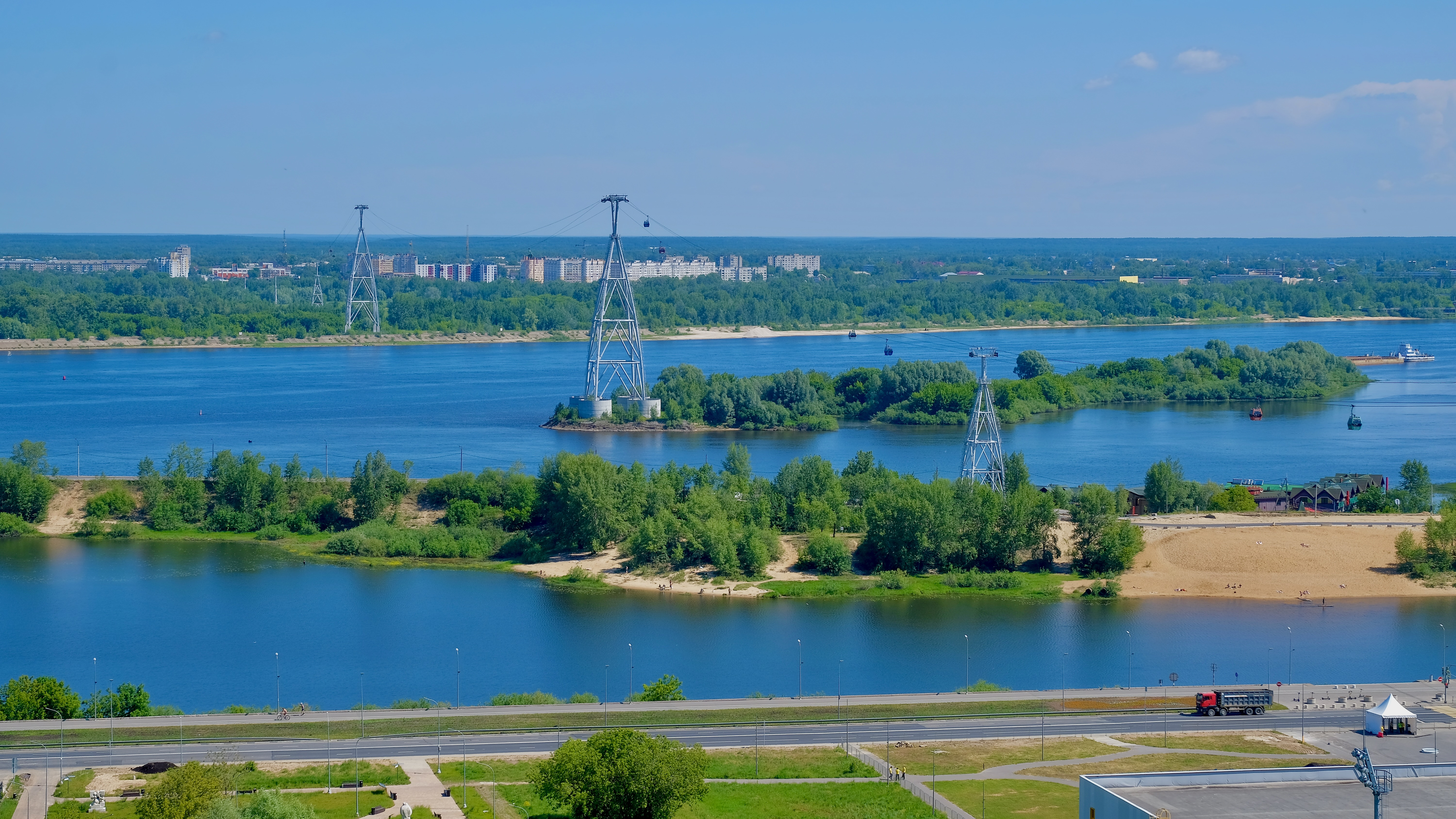
Вид на Волгу, Гребной канал и канатную дорогу (2024)
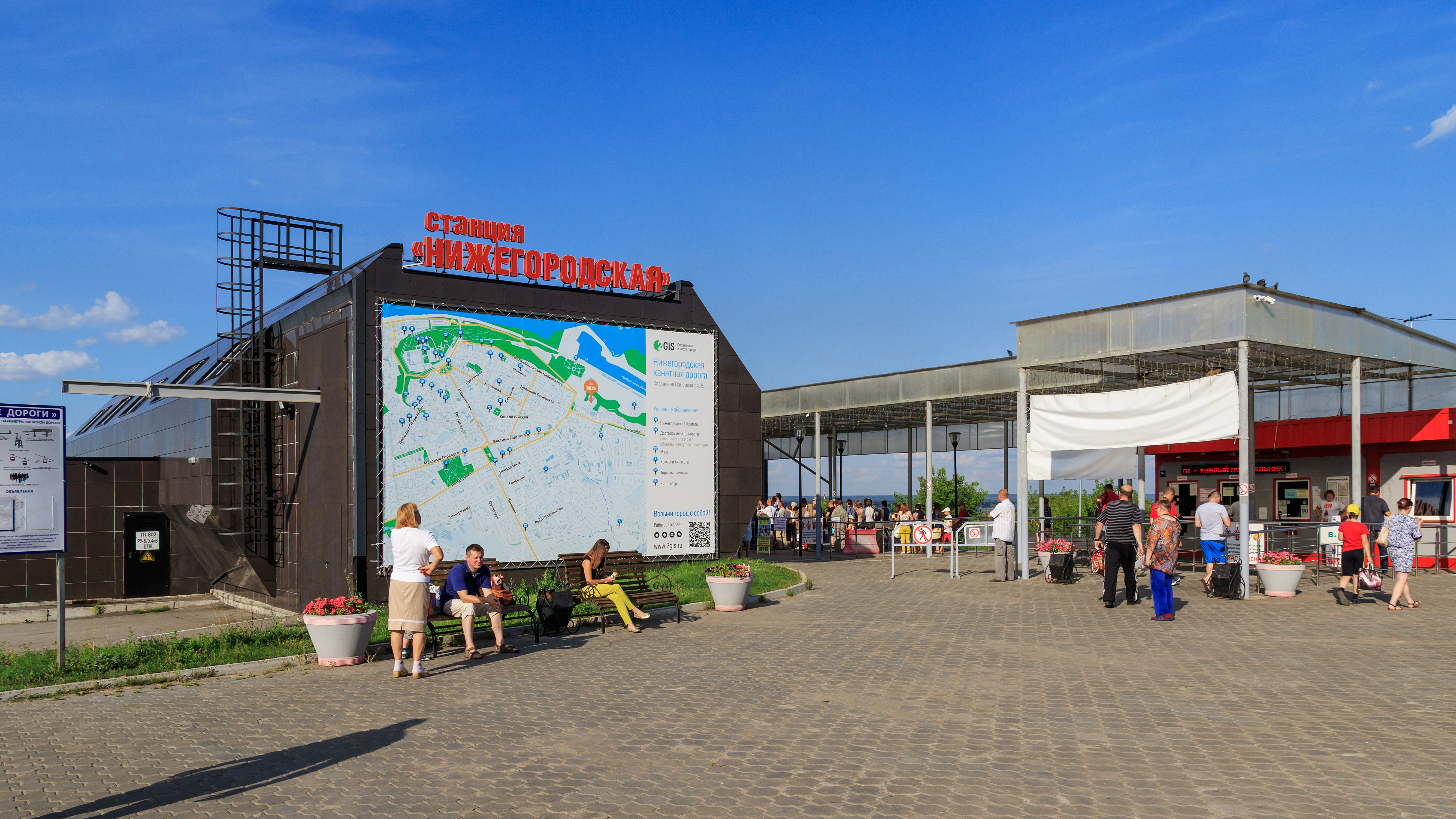
Станция «Нижегородская»
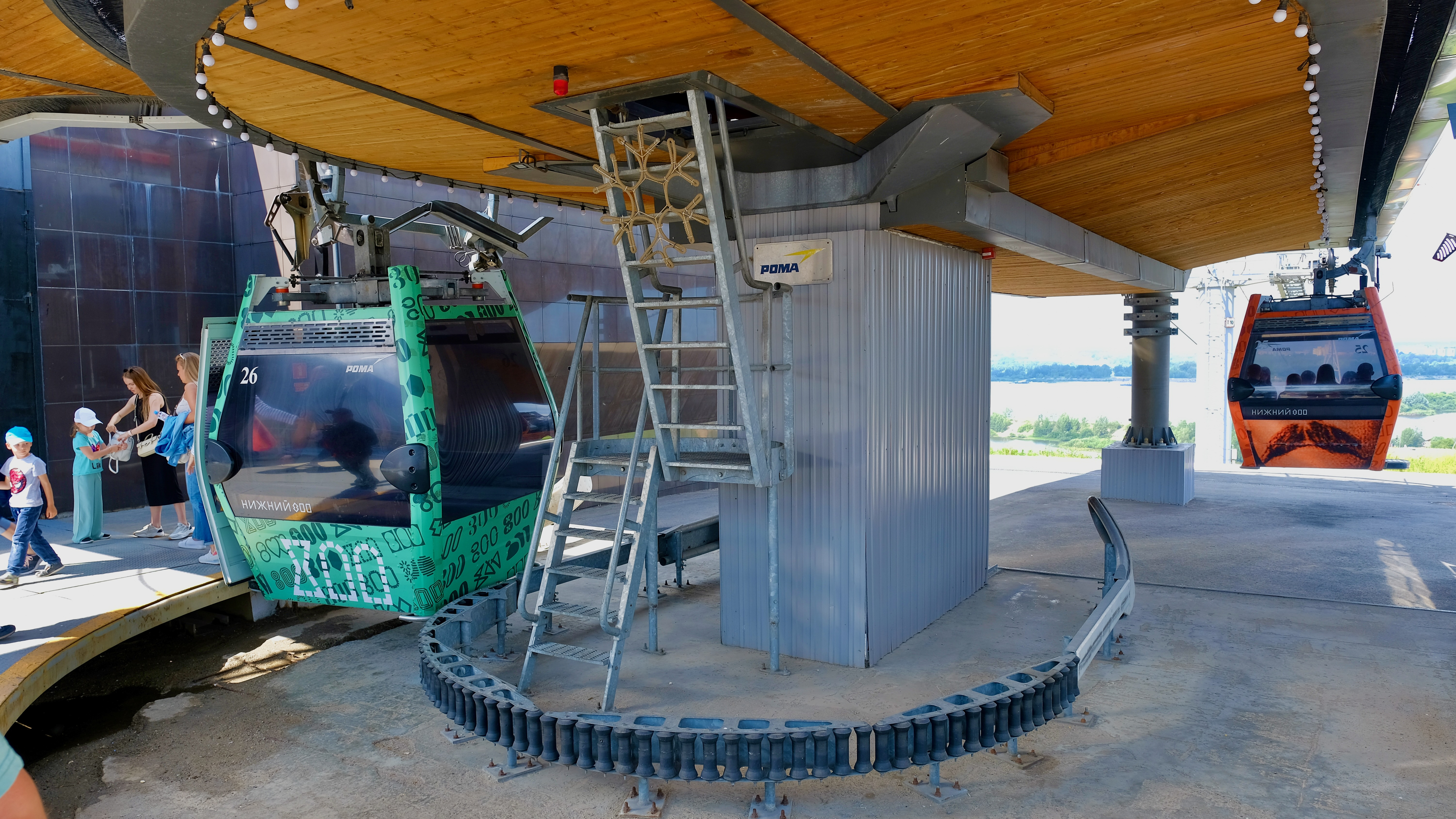
Гондолы на станции «Нижегородская»
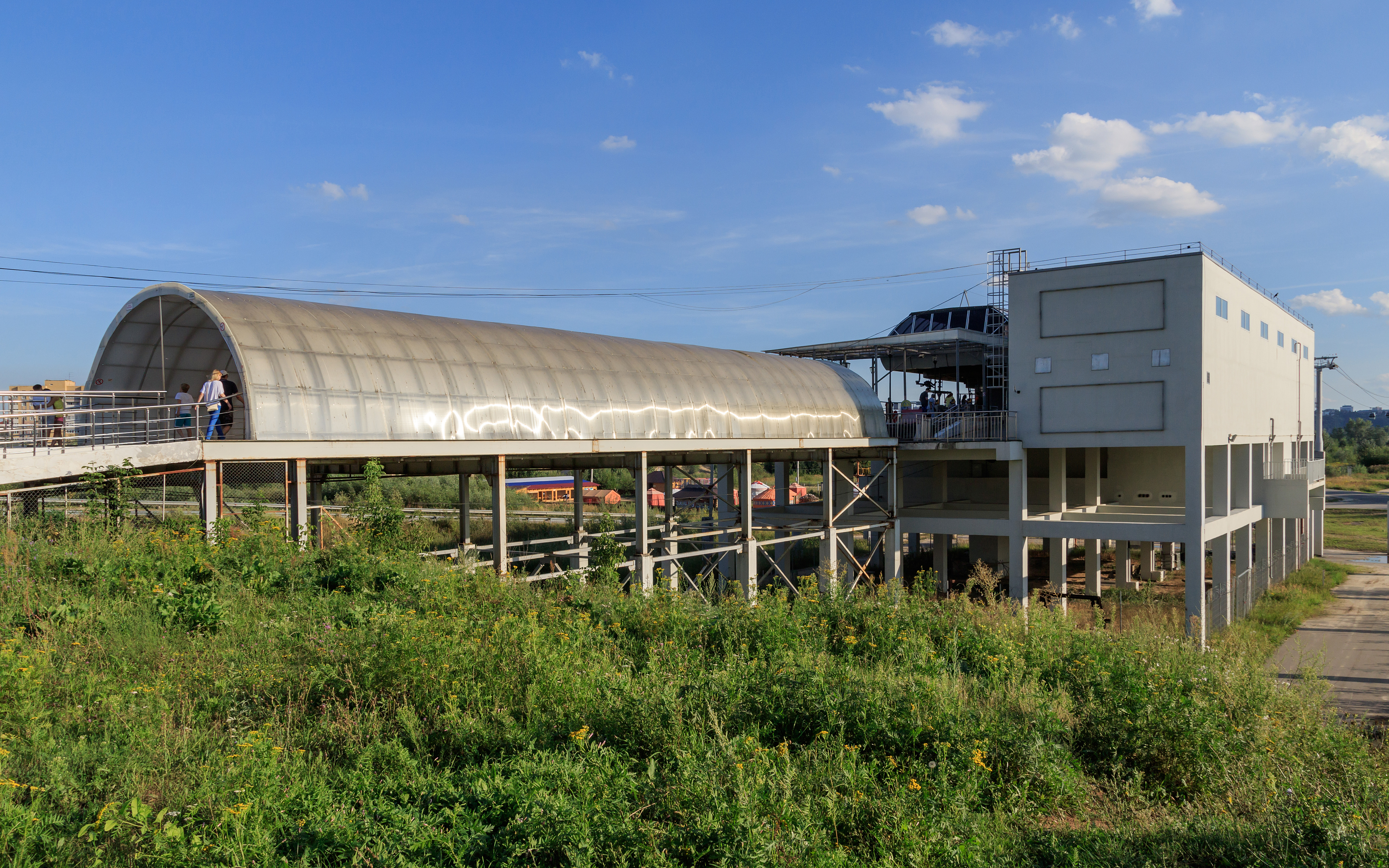
Станция «Борская» и пешеходный мост
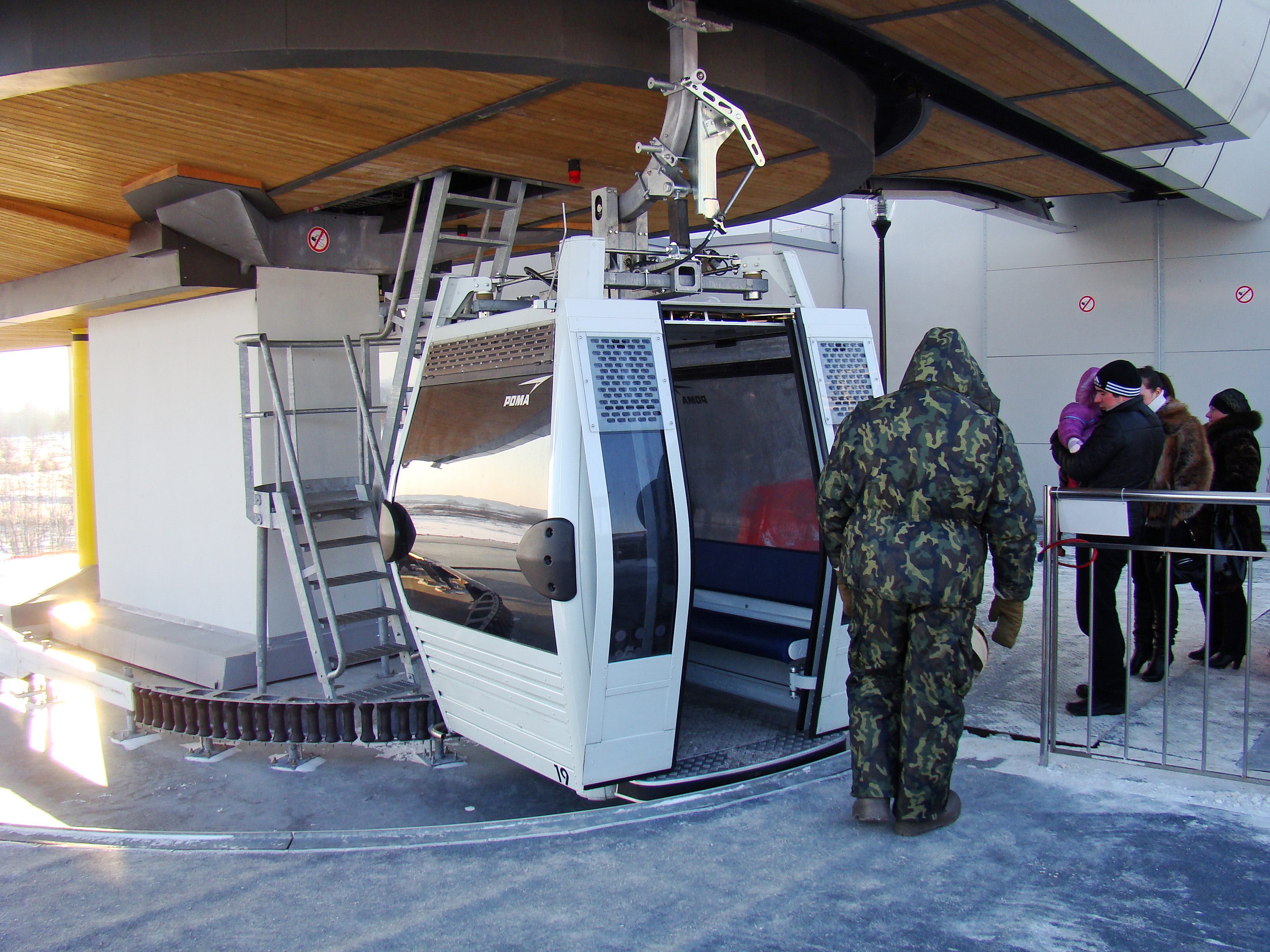
Посадка в кабину на Борской станции

## Собственники
По распоряжению губернатора, для организации строительства и последующей эксплуатации канатной дороги 10 апреля 2008 года было зарегистрировано ОАО «Нижегородские канатные дороги».
По состоянию на сентябрь 2010 года 67,9 % обыкновенных акций  находилось в собственности областного правительства, 32 % — администрации Нижнего Новгорода. Рассматривалась возможность частичной приватизации.
Первоначально стоимость проекта оценивалась в 550 млн рублей, 302,5 млн планировалось выделить из областного бюджета, к 2011 году стоимость возросла до 850 млн рублей. Общая сумма вложений составила 950 млн рублей, половина из них — кредитные средства. На конец 2015 года кредиторская задолженность составляла 348 млн рублей. К концу 2016 году кредиторская задолженность снизилась до 6,6 млн рублей, на 31 декабря 2017 года она увеличилась на 9,3 % и составила 7,2 млн рублей.
| Год                       | 2008  | 2009  | 2010   | 2011   | 2012    | 2013   | 2014   | 2015   | 2016  | 2017  | 2018  | 2019    | 2020    | 2021    | 2022   | 2023   | 2024   |
| ------------------------- | ----- | ----- | ------ | ------ | ------- | ------ | ------ | ------ | ----- | ----- | ----- | ------- | ------- | ------- | ------ | ------ | ------ |
| Чистая прибыль, млн. руб. | 2,589 | 3,107 | -5,358 | -6,165 | -13,638 | -2,220 | 13,844 | -5,677 | 3,573 | 3,570 | 3,720 | -19,728 | -40,830 | -14,384 | 12,455 | -4,879 | 12,465 |

Источник: официальная отчётность компании, СПАРК-Интерфакс.

## Достопримечательности
- Рядом со станцией «Нижегородская» находится главный мусульманский храм Нижнего Новгорода — Нижегородская соборная мечеть. Также, из кабинок канатной дороги открывается живописный вид на ансамбль Вознесенского Печерского монастыря, расположенного в 500—600 метрах от станции.
- В 100 метрах от станции «Борская» расположен парк исторической реконструкции «Pax Romana — парк живой истории»[38]. Парк представляет собой собирательный образ участка римского пограничья на рубеже I—II веков н. э. с военным лагерем и небольшого города, развившегося из маркитантского посёлка при лагере.

Виды из гондол канатной дороги (с севера на юг)
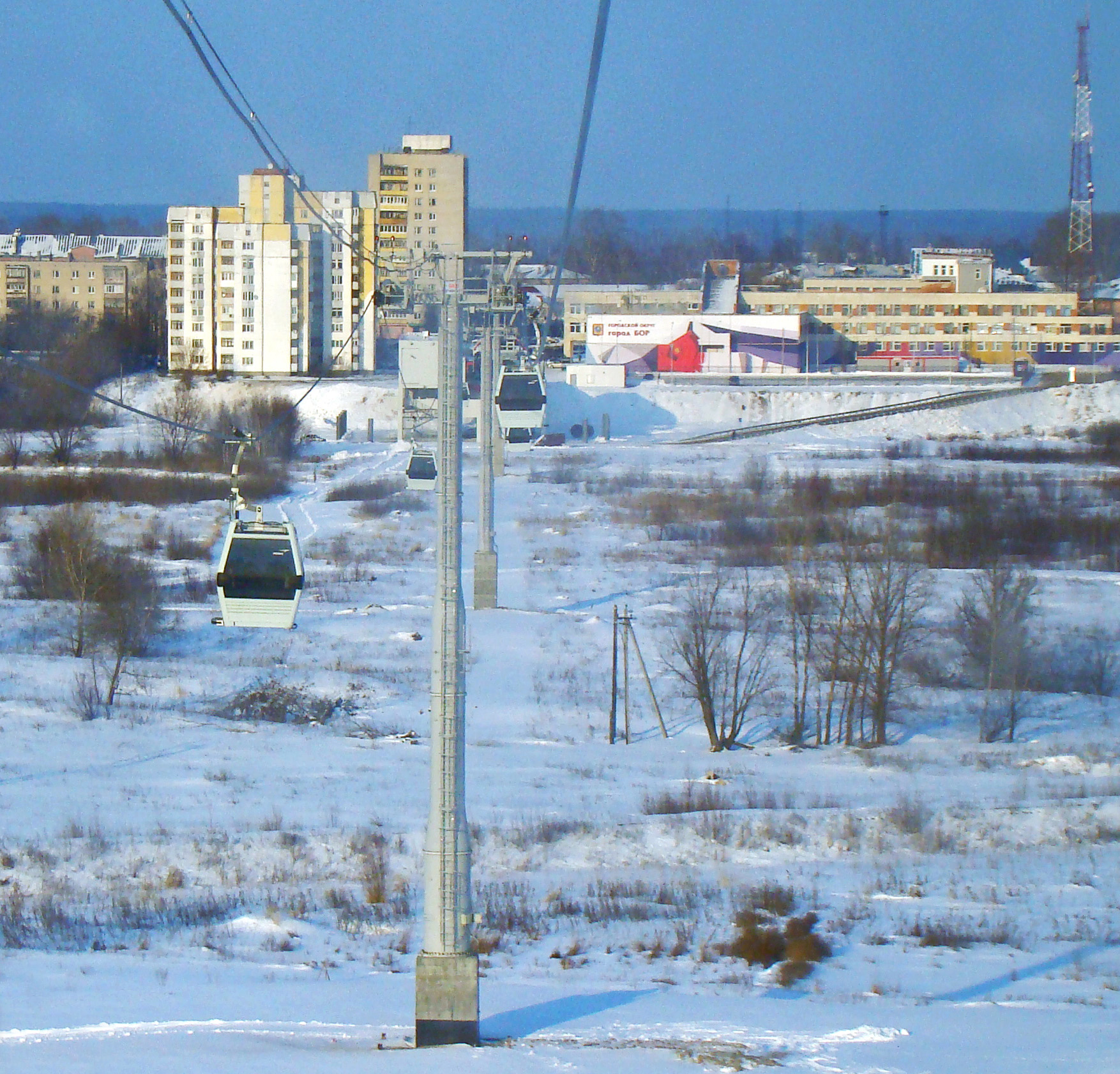
В сторону станции «Борская»
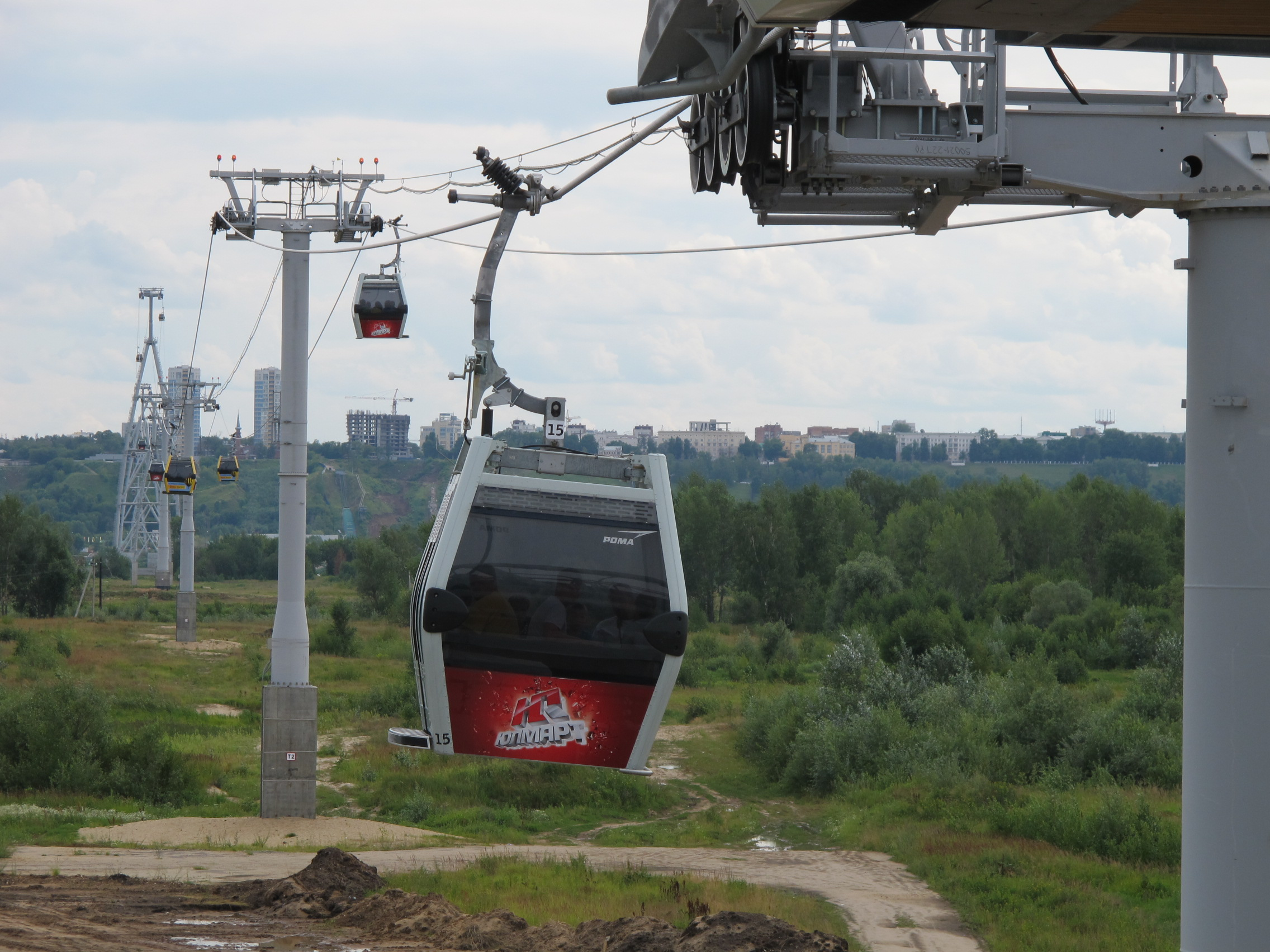
От станции «Борская» на юг
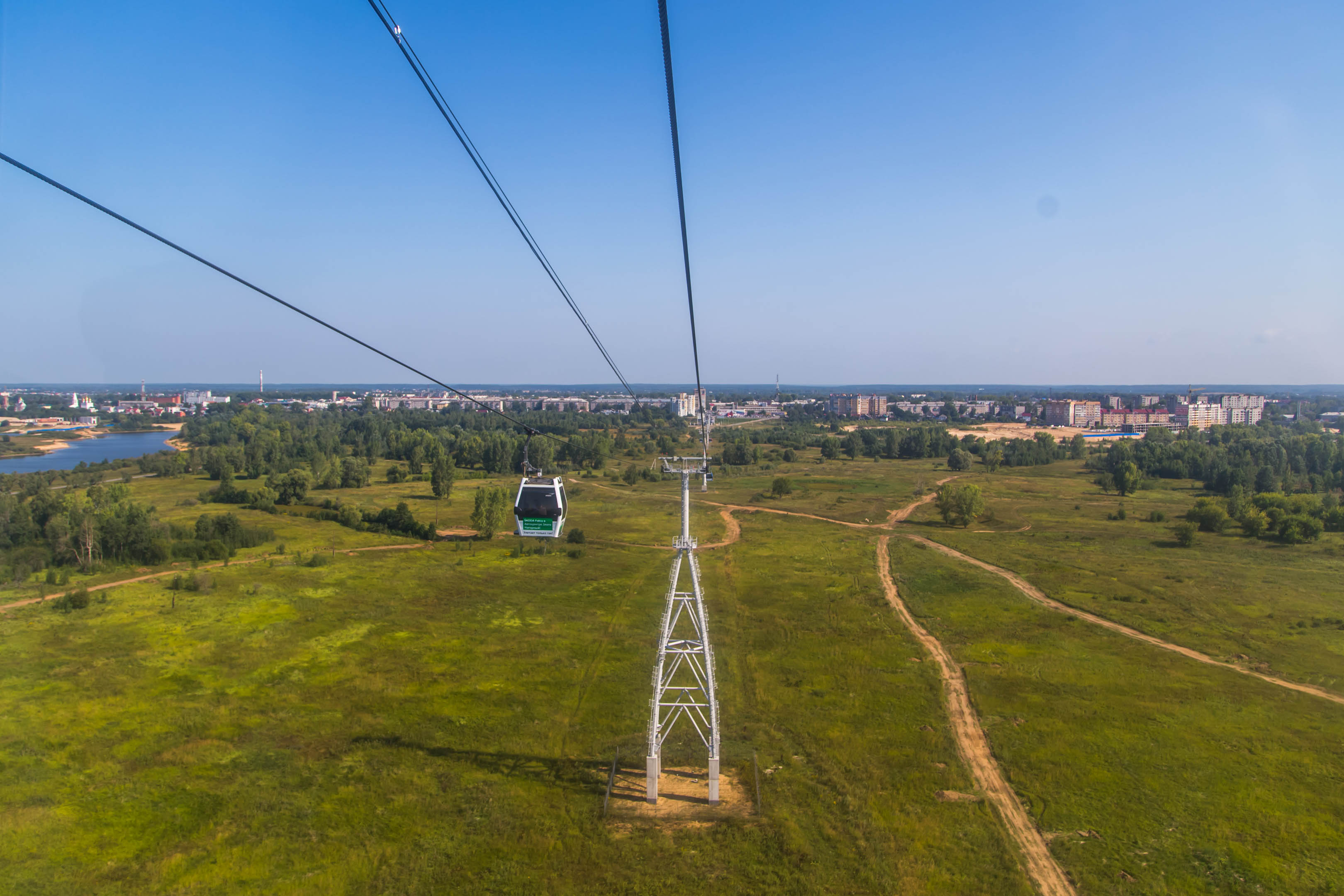
Борская пойма
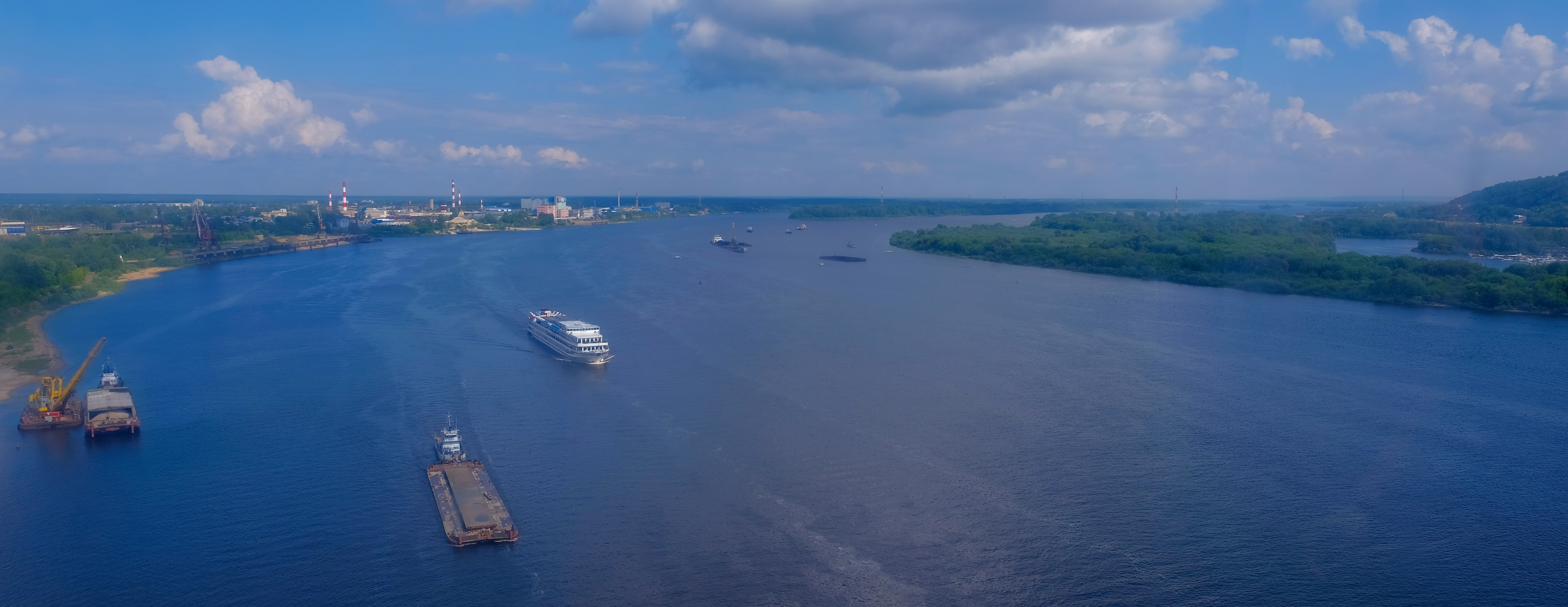
Волга ниже по течению
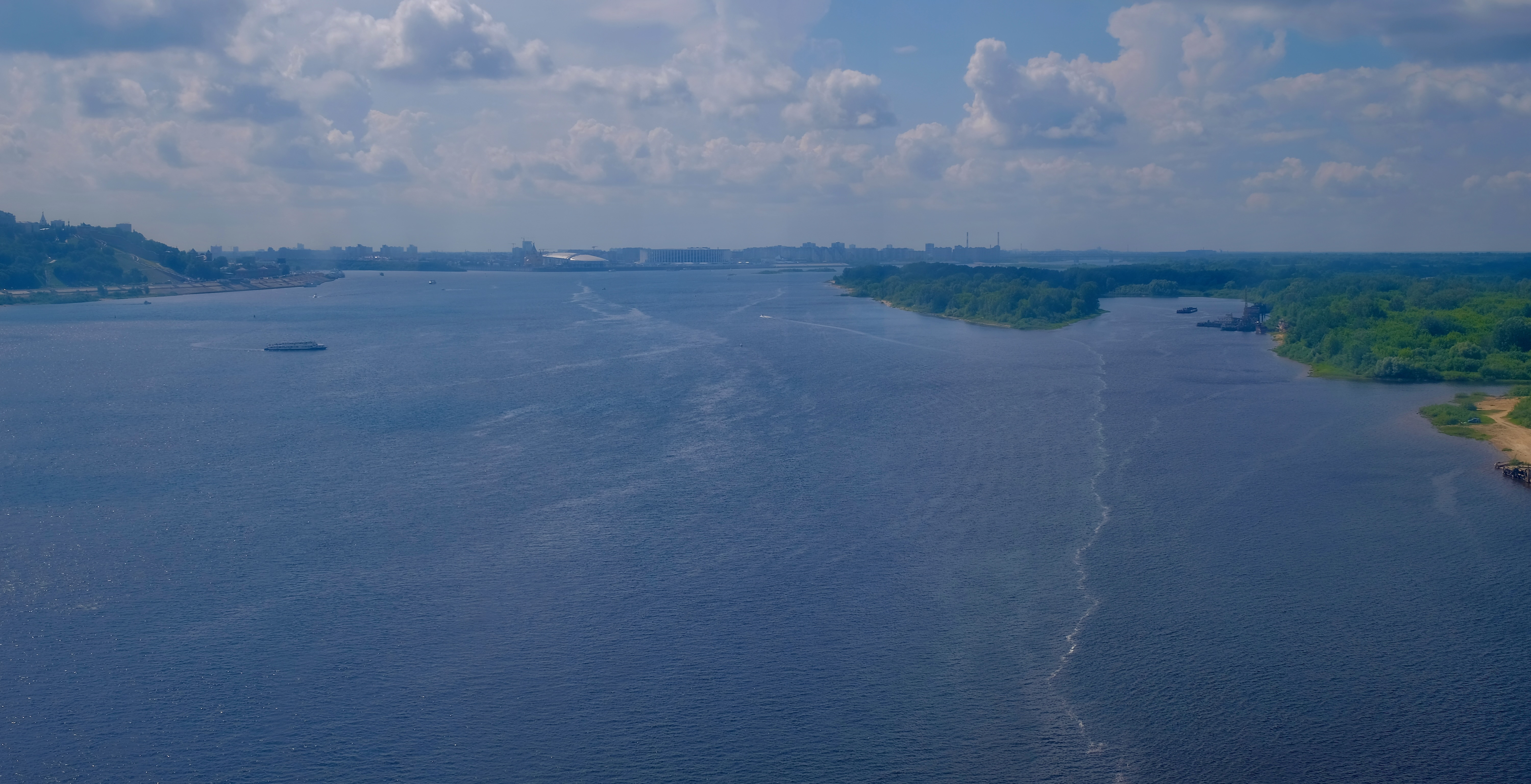
Волга выше по течению
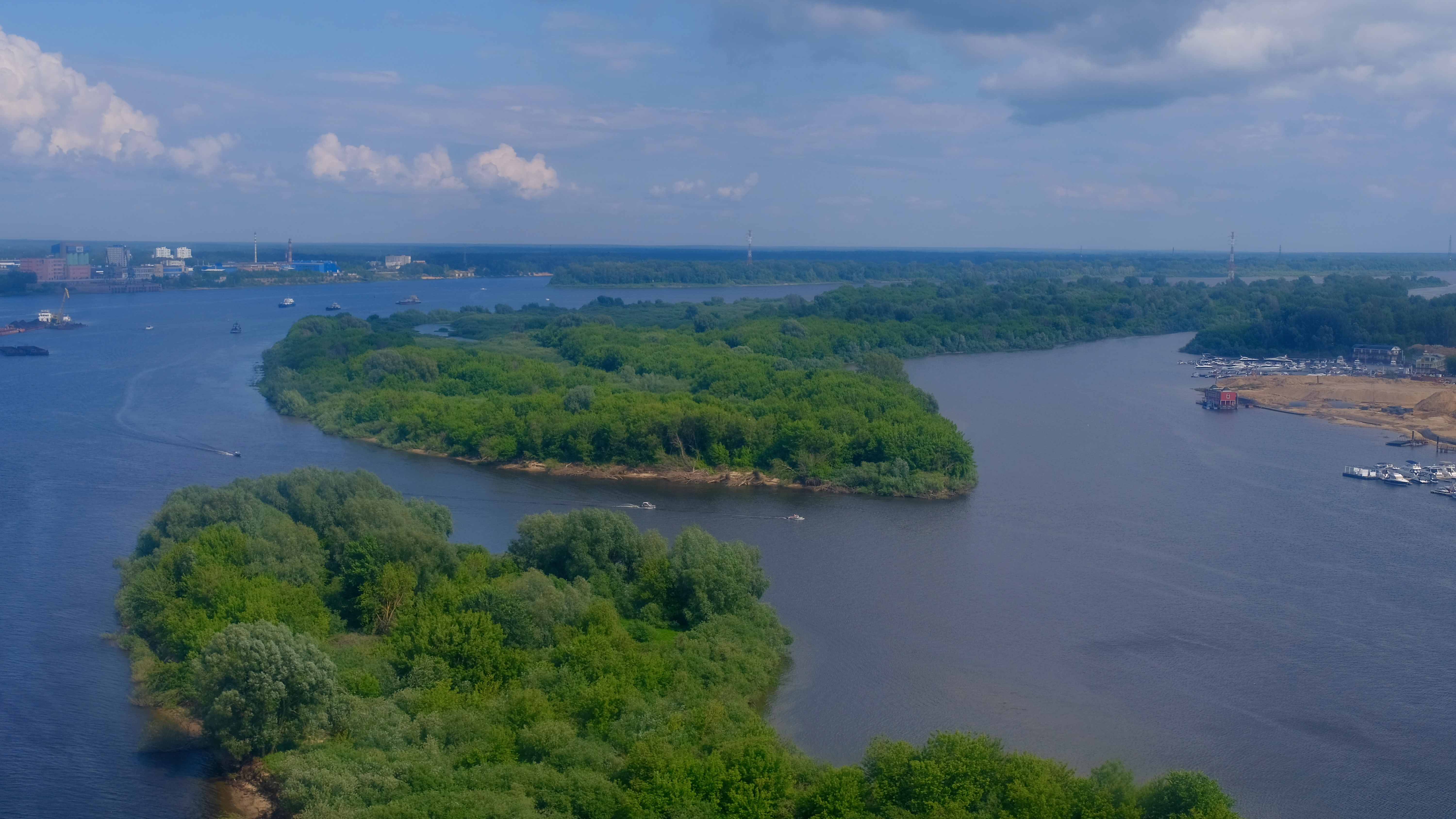
Остров Печёрские Пески
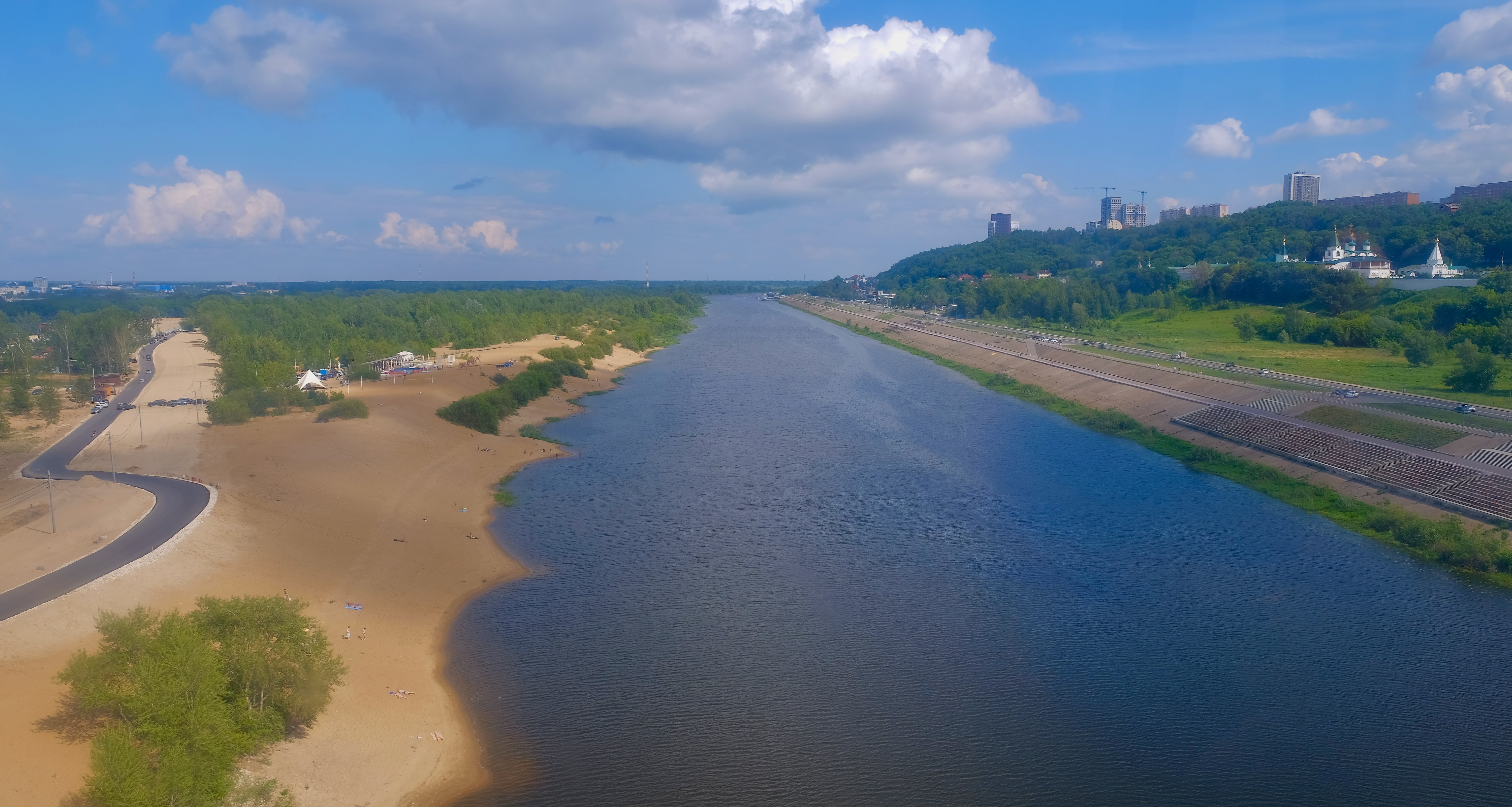
Гребной канал
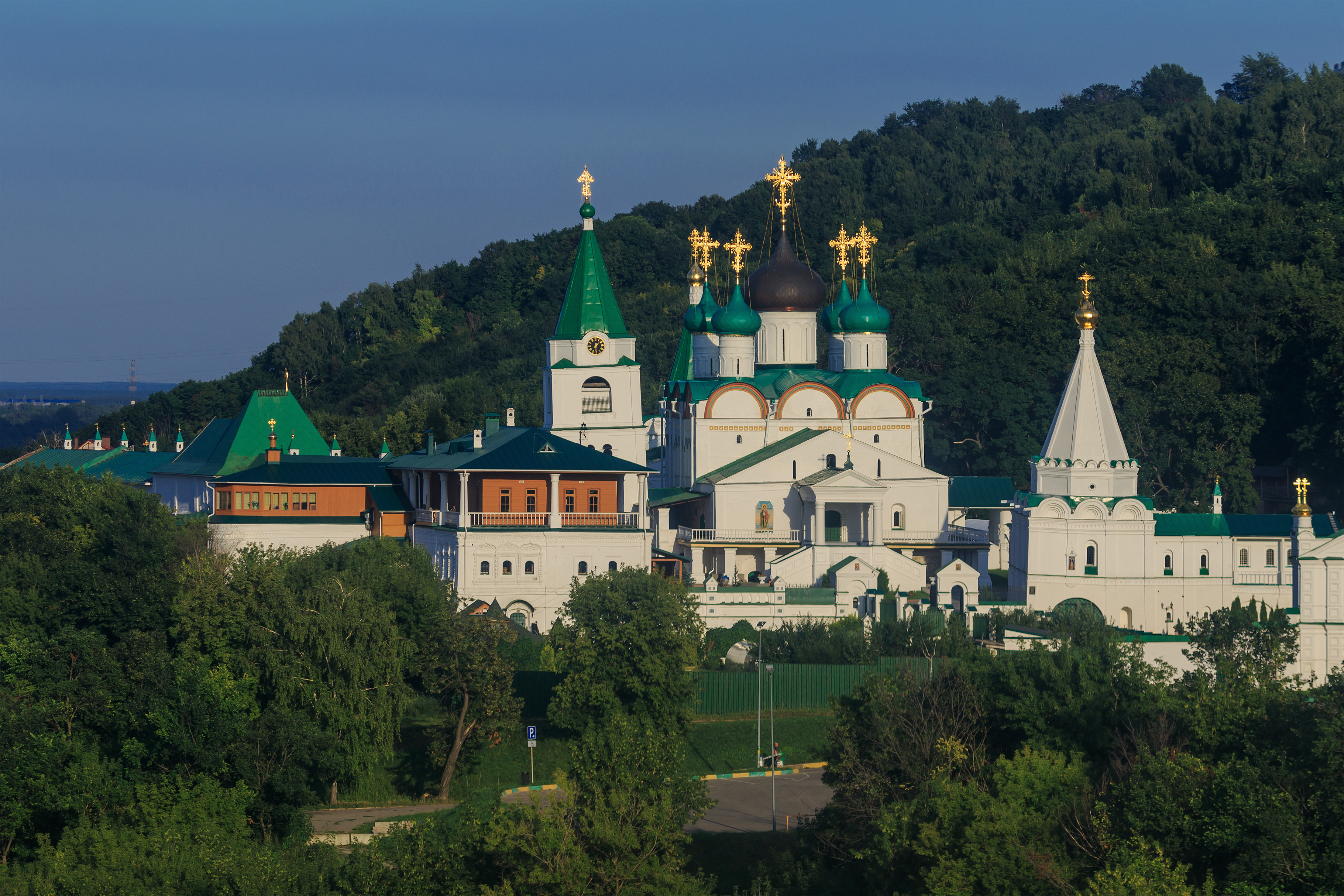
Печерский монастырь